# Ratpenat nasofoliat de les Moluques
El ratpenat nasofoliat de les Moluques (Hipposideros papua) és una espècie de ratpenat de la família dels hiposidèrids. Viu a Indonèsia. El seu hàbitat natural són les zones de bosc humit tropical primari i descansen en coves. No hi ha cap amenaça significativa per a la supervivència d'aquesta espècie, tot i que està afectada per la pertorbació humana del seu hàbitat.